# NGC 476

NGC 476

NGC 476 هي مجرة محدبة تقع في كوكبة الحوت. تبعد حوالي 261 مليون سنة ضوئية من الأرض، اكتشفت في 3 نوفمبر 1864 من قبل عالم الفلك الألماني ألبرت مارث.

## وصلات خارجية
- NGC 476 على موقع ويكي سكاي: DSS2, SDSS, GALEX, IRAS, Hydrogen α, X-Ray, Astrophoto, Sky Map, Articles and images